# Bataille de Belmont (1899)
Seconde guerre des Boers
Batailles
Raid Jameson (décembre 1895 - janvier 1896)
- Doornkop

Front ouest (octobre 1899 - juin 1900)
- Kraaipan
- Belmont
- Graspan
- Modder River
- Stormberg
- Magersfontein
- Kimberley
- Paardeberg
- Poplar Grove
- Driefontein
- Sand River
- Mafeking
- Doornkop
- Biddulphsberg
- Lindley
- Diamond Hill

Front est (octobre 1899 - août 1900)
- Talana Hill
- Elandslaagte
- Rietfontein
- Bataille de Ladysmith
- Colenso
- Spion Kop
- Vaal Krantz
- Siège de Ladysmith
- Libération de Ladysmith
- Bergendal

Raids et guérillas (mars 1900 - mai 1902)
- Sanna's Post
- Mostertshoek
- Jammerbergdrift
- Roodewal
- Bothaville
- Leliefontein
- Nooitgedacht
- Vlakfontein
- Groenkloof
- Elands River
- Bloedrivier Poort
- Bakenlaagte
- Groenkop
- Tweebosch
- Rooiwal

La bataille de Belmont est le nom d'un affrontement qui s'est tenu durant la seconde guerre des Boers dans la ville de Belmont en Afrique du Sud le 23 novembre 1899, lorsque le commandant Lord Methuen de l'Empire britannique en route pour lever le siège de Kimberley attaqua une position boer du Commandant Jacobus Prinsloo. Les troupes britanniques suivaient la voie de chemin de fer menant à Kimberley pour aller lever le siège de la ville. Une bataille se déroula également à la station suivante de Graspan